# De Pèl de Llebre
De Pèl de Llebre es un cultivar de higuera de tipo higo común Ficus carica bífera es decir que producen dos cosechas por temporada, las brevas en primavera verano, y los higos de verano-otoño, de higos color de piel piel de los higos va del verde poco enrojecido cuando se encuentra bajo el follaje, hasta el azulado o gris, y al final de la temporada (maduración deficiente) permanecen más pequeñas y casi rojas. Se cultiva principalmente en la Comunidad Valenciana (Valle de Albaida, Costera, y Canal de Navarrés).

## Sinonimia
- „De Pelo de Liebre“ en la Comunidad Valenciana,[5][6][7]
- „Verdal“ en la Comunidad Valenciana.[5]

## Características
La higuera 'De Pèl de Llebre' es una variedad bífera de tipo higo común, de producción media a baja de brevas y media de higos. La yema apical es de color verde rojizo. Las hojas tienen de 17,2 x 20 cm con el sinus peciolar agudo. Hojas mayoritarias de 3 lóbulos (50%), de 5 (27%) y de 7 (23%).
Las brevas es una fruto grande, largo, estilizado, duro y de pulpa muy compacta, jugosa y sabrosa. Las dimensiones de la breva son 48,0 X 63,7 mm y el peso 50,4 g que no presenta deformaciones ni siconos emparejados. Pedúnculo de 5 a 14 mm. La piel de la breva tiene color de fondo verde con sobre color morada oscura, y la forma alargada cónica, con el pedúnculo largo, muy atractiva. Ostiolo 3 a 5 mm con escamas ostioplares pequeñas y rosadas. La carne es roja blanquecina, dulce y medianamente jugosa. Presenta pocas grietas que son longitudinales grandes. Suelen madurar a partir de principios de julio.
El higo es mediano a grande, de forma cónica, de piel de los higos va del verde poco enrojecido cuando se encuentra bajo el follaje, hasta el azulado o gris, y al final de la temporada (maduración deficiente) permanecen más pequeñas y casi rojas; pulpa rosada, dulce y sabrosa, sobre todo cuando empieza a marchitarse. Puede tener grietas grandes longitudinales. Las dimensiones del higo son 41,8 X 47,3 mm y el peso 40,3 g. Pedúnculo de 2 a 4 mm. Ostiolo de 1 a 3 mm, con escamas ostiolares pequeñas y rosadas o moradas. Las deformaciones que presenta son leves y escasas; ausencia de siconos emparejados. El higo madura en la segunda quincena de agosto. Los higos caen al suelo con relativa facilidad. La producción de brevas es de media a baja, y la de higos es mediana, siendo el rendimiento global del árbol  medio.
Apta para higo seco paso y consumo en fresco.

## Cultivo de la higuera
Según los últimos datos oficiales de Anuario de Estadística Agraria del Ministerio de Agricultura, se cultiva principalmente en la Comunidad Valenciana (Valle de Albaida en Fontanares, Costera, y Canal de Navarrés) (MAGRAMA, 2012).